# Distretto ittico di Rovigo
Il Distretto ittico di Rovigo, istituito nell'aprile del 2003 dalla regione Veneto, ha origine dalla tradizionale attività nel settore presente nell'area del Delta del Po.
Il distretto, con le sue 2105 imprese attive nel 2012, conta 3736 addetti impegnati principalmente nell'attività della pesca e dell'acquacoltura, oltre che nella trasformazione e commercio. Il settore primario è formato per la maggior parte da pescatori organizzati in cooperative (36 nel 2013, in crescita dal 2009), che rappresentano un notevole livello di organizzazione e integrazione del lavoro, a loro volta riunite in 6 consorzi.

## La normativa
Il Distretto ittico di Rovigo rappresenta in chiave moderna la realtà del “Distretto Agroalimentare e Ittico” riconosciuto dalla Regione Veneto come "distretto industriale" ai sensi della legge 317/91 e successive modificazioni, ma soprattutto dà continuità al "Distretto del settore ittico della Provincia di Rovigo" riconosciuto dalla Regione del Veneto nel 2003 e riconfermato nel 2006.

## La filiera produttiva
Il settore ittico rappresentato dal distretto è da ricondurre alla filiera della valorizzazione del prodotto e del lavoro della pesca, annoverando in questo concetto anche tutte le attività dei settori secondario e terziario, che contribuiscono alla creazione del valore aggiunto, attraverso la diversificazione, integrazione e ampliamento delle attività legate alla pesca (pesca e acquacoltura, trasformazione e commercializzazione di prodotti ittici di qualità). Si tratta quindi di una filiera complessa con un'apertura nei confronti del "pescaturismo" e dell'"ittiturismo", settori con cui il Distretto diversifica il suo business attraverso il potenziamento di attività turistico-culturali o ricettive.

## I prodotti
Il prodotto che ha attirato lo studio del distretto ittico è sicuramente il pescato locale degli operatori dell'area del Delta del Po, prodotto di ottima qualità, in virtù dei suoi prodotti tipici. La cozza DOP di Scardovari e la vongola verace del Polesine, inserite dal Ministero delle politiche agricole, con D.M. del 18/07/2000, nell'albo dei prodotti tradizionali Italiani, oltre al pesce azzurro del Delta del Po (alice o acciuga e sarda), all'anguilla del Delta del Po e al cefalo del Polesine, in virtù delle loro pregevoli caratteristiche organolettiche. L'eccellenza del prodotto è garantita oltre che dalla qualità del contesto naturalistico, dalla qualità dei processi produttivi.